# Louis-Ferdinand Prudhomme de La Boussinière
Louis-Ferdinand Prudhomme de La Boussinière, né le 24 septembre 1814 à Brains-sur-Gée et mort au combat en Crimée en Russie lors de la bataille de Malakoff à Sébastopol le 18 juin 1855, est un lieutenant-colonel d'artillerie du Second Empire.

## Famille

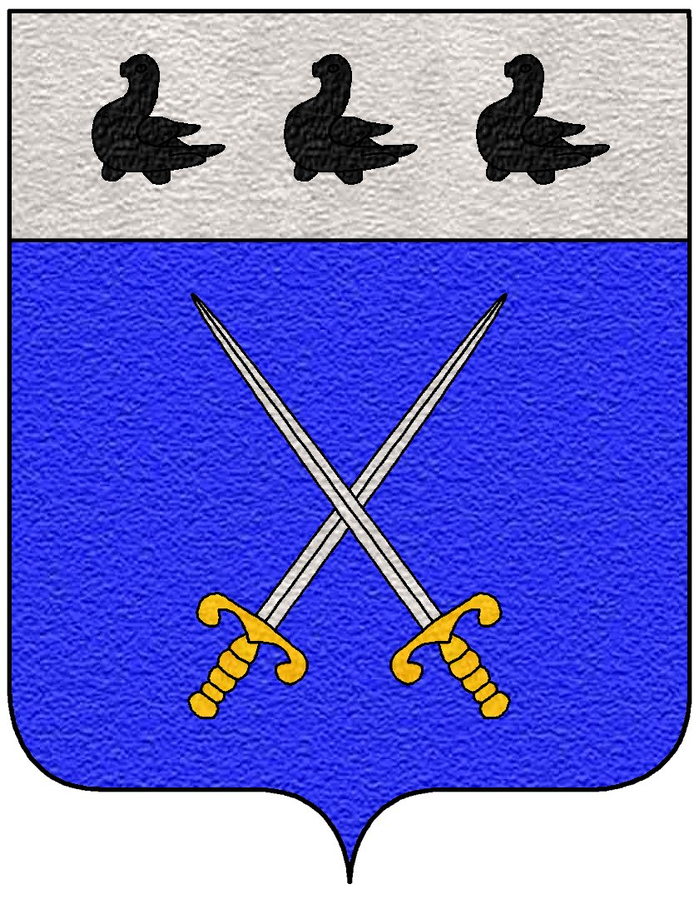
Armes de la famille Prudhomme de La Boussinière

Louis-Ferdinand Prudhomme de La Boussinière, né le 24 septembre 1814 à Brains-Sur-Gée est le fils de Jacques Prudhomme de La Boussinière dit de Monceau (1773-1853) (ancien élève de l' École Polytechnique, promotion 1794)  et de Lucie Louise Gabrielle Marie Goislard. 
Il épouse à Paris 15 janvier 1851 à Paris Léonie Godart de Rivocet. De ce mariage, naît une fille mariée au député Lucien Haudos de Possesse.

## Carrière militaire
Élève de la promotion 1832 de l'École polytechnique,, il est élève sous-lieutenant à l'École d'application de l'artillerie et du génie à Metz en 1834, dont il entre et sort en tête de sa promotion. Il est nommé lieutenant en second au 8e régiment d'artillerie en 1835, lieutenant en premier au même régiment en 1839 et capitaine au 4e régiment d'artillerie en 1841.

### Conquête de l'Algérie
En février 1842, il s'embarque pour l'Afrique et participe lors de la conquête de l'Algérie à l’expédition de 1842.
Rentré en France en juillet 1842, il est affecté à la fonderie de Toulouse puis à la manufacture d'armes de Châtellerault de 1843 à 1845. Le général de Bressolles directeur de l'artillerie au ministère de la Guerre écrit à son sujet: « par l'étendue de ses connaissances et par cet esprit ingénieux et inventif, en même temps que pratique, qui lui a valu d'attacher son nom à quelques-unes de nos récentes améliorations ». 
Il sollicite son envoi en Algérie et y retourne en 1845. Il y reste quatre années, pendant lesquelles il prend part à différentes expéditions : en Kabylie, dans l'Ouarsenis, contre les Flittas : le maréchal Thomas Robert Bugeaud le signale comme un « officier de grand avenir ». Tour à tour les généraux Alphonse Henri d'Hautpoul, Jean Paul Adam Schramm, Jacques Louis Randon, le rattachent à leur État-major. Nommé chef d'escadrons au corps de l'artillerie en 1851, il est compris le 28 février 1854 dans les cadres de l'Armée d'Orient comme commandant la 2e division d'artillerie de réserve.

### Guerre de Crimée
Le maréchal de Saint-Arnaud, général en chef de l'armée française en Crimée relate dans une lettre comment vers la fin de la bataille de l'Alma, Louis-Ferdinand Prudhomme de La Boussinière enlève à la tête de 20 servants et « sous les yeux et à la barbe de deux mille cavaliers » la calèche du prince Mentschikoff (chef des armées adverses) avec "une rapidité que les obstacles de la rivière et la raideur des pentes rendaient difficile à comprendre", ce qui écrit-il « était une capture importante en raison des papiers que contenaient les coffres ».
Au cours de la bataille d'Inkerman, les 22 pièces d'artillerie du commandant de La Boussinière, disposées à 800 mètres du front de bataille par le général Bosquet, font éprouver à l'armée russe des pertes considérables. 
Le 24 novembre 1854, il est promu lieutenant-colonel à la suite de ses « éclatants services » à la bataille de l'Alma et à la bataille d'Inkerman.
En 1855, il est chef des attaques à la bataille de Malakoff où il commande la 1re division de la réserve d'artillerie. Il est placé sous les ordres du général Georges Beuret et commande deux batteries d'artillerie.
Il est tué lors de l'assaut du 18 juin 1855 contre Malakoff d'un tir de biscaïen, qui lui brise la tête. Le général Thiry relate cette perte dans une lettre au Ministre de la guerre : « L'Artillerie a fait une perte bien cruelle, c'est celle de la Boussinière. J'en ai le cœur navré, c'était la perle de l'Artillerie de l'armée. D'une intelligence extraordinaire, saisissant le joint dans toutes les questions. Homme à consulter, parce qu'il donnait sur tout un avis judicieux. Plein d'entrain, d'élan, d'une bravoure brillante, c'était un officier complet en qui j'avais la plus grande confiance. Je l'ai remplacé par un bon officier, mais l'autre, c'était l'incomparable. »

## Décorations
- Chevalier de l'ordre royal de la Légion d'honneur le 22 novembre 1846 puis promu officier de l'ordre impérial de la Légion d'honneur le 19 mars 1855 au titre de « vingt-cinq ans de service effectif et huit campagnes »[7].

## Hommages
Quelques semaines après sa mort, lors de la bataille de la Tchernaïa, les soldats français et piémontais construisirent trois installations de batteries d'artillerie lourde pour repousser les Russes au pont de Traktir, ce qu'ils firent avec succès. Ils baptisèrent celle du flanc gauche "La Boussinière" en hommage à Louis-Ferdinand.